# Il morso di Tyson
Il morso di Tyson è un singolo del cantautore italiano Brunori Sas, pubblicato il 16 novembre 2024 come terzo estratto dal sesto album in studio L'albero delle noci.

## Descrizione
Il titolo del brano è un riferimento al morso che Tyson diede ad Evander Holyfield nel match del 1997 alla MGM Gran Arena. Come mossa di marketing il brano è stato pubblicato alla vigilia dell'incontro pugilistico fra Mike Tyson e lo youtuber Jake Paul.

## Video musicale
Il video musicale è diretto da Giacomo Triglia e vede Edoardo Bolli alla fotografia. Girato in un unico piano sequenza all'interno della stazione ferroviaria di Busto Arsizio, segue due ragazze, interpretate da Rita Ferreira Marques Dos Santos e Valeria Rakhmanova sedute una panchina, su cui è presente anche Brunori. Dopo essersi baciate, le due discutono e poi una delle due si alza abbandonando l'altra che rimane scoppia a piangere.

## Tracce
Testi e musiche di Dario Brunori, Antonio Di Martino e Riccardo Sinigallia.
1. Il morso di Tyson – 4:00